# Stará synagoga v Teplicích
Stará synagoga se v Teplicích nacházela v jižní části někdejšího židovského ghetta. Její existence je doložena již v 16. století a byla postavena na místě někdejší modlitebny. V důsledku několikerých požárů prošla přestavbou a v 19. století získala klasicistní vzhled. Ve 30. letech 19. století byl v synagoze zaveden reformní ritus. Po dokončení nové synagogy v roce 1882 byla uzavřena a následně sloužila jako sklad a obchod. K bohoslužebnému účelu byla využívána opět až v letech 1925 až 1938 ortodoxními židy. Na rozdíl od nové synagogy přečkala druhou světovou válku, nakonec však byla zbořena v roce 1952 v rámci likvidace někdejšího ghetta.